# Ernst Mengin
Johann Karl Theodor Ernst Mengin (* 16. Juni 1893 in Erlangen; † 5. Januar 1973 in Kopenhagen) war ein deutscher Philologe und evangelischer Theologe.

## Biografie
Mengin entstammte einer hugenottischen Familie. Seine Eltern waren der Konditor und Pastetenbäcker Richard Mengin (1858–1913) und Emilie geb. Schmidt (1858–1956). Nach dem Studium der Medizin, Philosophie und Theologie in Erlangen (unterbrochen vom Kriegsdienst als Sanitätsgefreiter im 1. Weltkrieg), das er 1919 mit der Promotion abschloss, wurde er Vikar und Pfarrer im pfälzischen Hermersberg. Er heiratete 1920 in Berlin die Pianistin Käthe Polley (1889–1965). 1926 ging er nach Berlin als Pfarrer an die Französische Luisenstadtkirche. In Berlin widmete er sich dem Studium der mittelamerikanischen Sprachen, insbesondere des Aztekischen, bei Konrad Theodor Preuß. 1934 emigrierte Mengin mit seiner Familie nach Kopenhagen. Kriegsbedingt lebte er 1944/45 in Schweden und ging dann nach Kopenhagen zurück. Neben seiner seelsorgerischen Tätigkeit an der deutsch-reformierten Kirche war er 1949 bis 1963 Lektor für mittelamerikanische Sprachen und Literatur an der Universität Kopenhagen. Er widmete sich der Geschichte der reformierten Kirche und war auch Herausgeber und Übersetzer von Dokumenten zur Geschichte Mittelamerikas. Ihm ist unter anderem die Erschließung der zwei bedeutenden Geschichtsquellen Zentralmexikos, der Historia Tolteca-Chichimeca und der Anales Históricos de la Nación Mexicana, zu verdanken.

## Publikationen

### Als Autor
- Die Ritter-Academie zu Christian-Erlang: Ein Beitrag zur Geschichte der Pädagogik.[3] 1919
- Die Französisch-Reformierte Louisenstadtkirche zu Berlin 1728–1928. Festschrift zum 200jährigen Bestehen.[4] 1928
- Das Recht der französisch-reformierten Kirche in Preußen.[5] 1930
- Quellenschriften zur Geschichte der Deutsch Reformierten Kirche zu Kopenhagen.[6] 1942, 1944
- Die Hugenottenkriege in Augenzeugenberichten.[7] 1965

### Als Herausgeber und Übersetzer
- Die mexikanische Bilderhandschrift Historia Tolteca-Chichimeca.[8] 1937
- Unos anales histόricos de la natiόn mexicana.[9] 1949
- Memorial de Tecpan-Atitlan (Solola).[10] 1952
- Bocabulario de Mayathan: das Wörterbuch der yukatekischen Mayasprache.[11] 1972